# Thomas Carlyle
Thomas Carlyle (n. 4 decembrie 1795 - d. 5 februarie 1881) a fost un eseist, autor satiric și istoric scoțian, a cărui operă a fost foarte apreciată în epoca victoriană. Născut într-o familie de calviniști stricți, părinții se așteptau de la Thomas să devină predicator. Cu toate acestea, în timp ce se afla la Universitatea din Edinburgh, și-a pierdut credința creștină; însă valorile calviniste au rămas valabile pentru el. Această combinație de temperament religios și lipsă de încredere în creștinismul tradițional a fost pe placul multor victorieni, care se temeau că inovațiile științifice și schimbările politice ar putea amenința ordinea socială tradițională.

## Primii ani și influențe
Carlyle s-a născut în Ecclefechan, Dumfries and Galloway, și a studiat în Annan Academy, din Annan. A fost puternic influențat de calvinism. După absolvirea Universității din Edinburgh, Carlyle a devenit profesor de matematică, la început în Annan și apoi în Kirkcaldy, unde s-a împrietenit cu misticul Edward Irving. Între 1819-1921, Carlyle s-a întors la Universitatea din Edinburgh, unde a suferit o criză intensă de credință, ce va fi inspirația pentru „Sartor Resartus”. A început de asemenea să studieze în profunzime literatura germană. Gândirea lui Carlyle a fost puternic influențată de transcendentalismul german, în special de opera lui Fichte. Și-a câștigat renumele de expert în literatura germană prin seria de eseuri publicate în Fraser's Magazine și prin traducerea operelor unor scriitori germani, dintre care se remarcă Goethe. Rezidența sa în cea mai mare parte a vieții a fost o casă frumoasă în Dumfrieshire (Scoția), unde și-a scris majoritatea operelor. Despre viața sa acolo a scris : „It is certain that for living and thinking in I have never since found in the world a place so favourable.... How blessed, might poor mortals be in the straitest circumstances if their wisdom and fidelity to heaven and to one another were adequately great!” („Este clar că pentru a trăi și a gândi n-am găsit un loc mai favorabil în toată lumea... Cât de binecuvântați ar putea fi bieții muritori și în situațiile cele mai apăsătoare, dacă înțelepciunea lor și fidelitatea lor față de ceruri ar fi îndeajuns de mare !”).

## Viața privată
Carlyle a avut mai multe aventuri înainte de a se căsători cu Jane Welsh. Cea mai importantă a fost cu Margaret Gordon, o elevă a prietenului său Edward Irving. Chiar și după ce a cunoscut-o pe Jane, s-a îndrăgostit de Kitty Kirkpatrick, fiica unui ofițer britanic și a unei prințese indiene. William Dalrymple a sugerat că sentimentele erau reciproce, dar condițiile sociale au făcut căsătoria imposibilă, deoarece pe atunci Carlyle era sărac. Atât despre Margaret, cât și despre Kitty, s-a sugerat că ar fi inspirația pentru Blumine, iubita lui Teufelsdrökch din „Sartor Resartus”.
Carlyle s-a căsătorit cu Jane Welsh în 1826, dar mariajul nu a fost fericit. Conform scrisorilor celor doi, certurile între ei erau frecvente. A existat un incident sexual îndelung discutat de biografi. Dacă a fost vorba de impotență, sau de nevroză psihosexuală, nimeni nu poate ști sigur, dar cuplul se pare că era celibatar.
Carlyle s-a îndepărtat din ce în ce mai mult de soția sa. Deși ea era invalidă de o perioadă, moartea ei în 1866, a venit pe neașteptate și l-a cufundat în disperare. În această perioadă, Carlyle a scris „Reminiscences of Jane Welsh Carlyle”, operă de un pronunțat caracter autocritic. Lucrarea a fost publicată după moartea lui Carlyle de biograful său James Anthony Froude, care a făcut publică credința sa că mariajul a fost nedesăvârșit. Acest tip de franchețe era nemaiauzit între biografiile respectate ale acelei perioade. Viziunea lui Froude a fost atacată de către familia lui Thomas Carlyle, în special de nepotul său, Alexander. Cu toate acestea, biografia era în concordanță cu propria convingere a lui Carlyle, conform căreia defectele eroilor trebuiesc discutate în mod deschis, fără ca acest lucru să le diminueze din meritele. 
După moartea lui Jane Carlyle în 1866, Thomas Carlyle s-a retras parțial din societate. A fost numit rector al Universității din Edinburgh. Ultimii ani i-a petrecut pe 33 Ampton Street London WC1, dar și-a dorit mereu să se întoarcă la Craigenputtock.
După moartea lui Carlyle, din 5 februarie 1881, la Londra, ar fi fost posibilă îngroparea lui la Westminster Abbey, dar dorința lui de a fi înmormântat alături de părinții săi, la Ecclefechan, a fost respectată.

## Opera

### Primele scrieri
În 1821, Carlyle deja abandonase preoția și își îndrepta eforturile spre a-și câștiga existența ca scriitor. Prima lui încercare de a scrie literatură de ficțiune a fost „Cruthers and Jonson”, una din încercările sale eșuate de a scrie roman. În urma traducerii „Uceniciei lui Wilhelm Meister” de Goethe, Carlyle a ajuns să displacă forma romanului realist și să se concentreze pe dezvoltarea unei noi forme de ficțiune. Pe lângă eseurile privind literatura germană, a scris despre cultura modernă în general, în eseurile sale apreciate „Signs of the Times” („Semnele timpului”) și „Characteristics”.

### Sartor Resartus

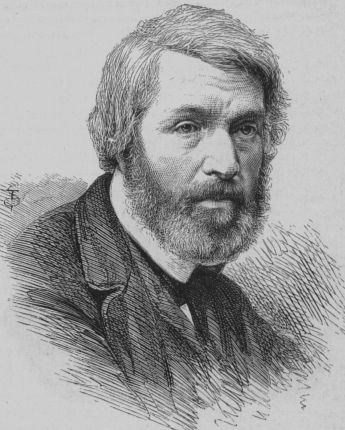
Un Carlyle mai tânăr

Prima lui operă importantă, „Sartor Resartus” (1832), a fost scrisă cu intenția de a constitui o noutate : în același timp bazată pe fapte și pe ficțiune, serioasă și satirică, speculativă și istorică. În ea autorul face comentarii ironice privind structura formală a propriei cărți, forțându-l în același timp pe cititor să descopere ce este „adevărat”. A fost publicată inițial în Fraser's, între 1833 și 1834. Textul se autoprezintă ca încercarea unui editor anonim de a-l introduce publicului britanic pe Diogenes Teufelsdröckh, un filozof german al hainelor, în realitate un personaj fictiv creat de Carlyle. Editorul admiră opera confuză a filozofului, din care redă doar unele fragmente. Pentru a putea înțelege filozofia, editorul încearcă să reconstruiască biografia filozofului, dar cu succes limitat. În spatele afirmațiilor aparent ridicole ale filozofului german, se află atacuri mușcătoare la adresa utilitarismului și a comercializării societății britanice. Biografia fragmentară a lui Teufelsdröckh pe care editorul o recuperează dintr-o masă haotică de documente revelează călătoria spirituală a filozofului. El ajunge să deteste condiția coruptă a vieții moderne și contemplează „Eternul Nu” al refuzului, ajunge la „Centrul Indiferenței” și până la urmă îmbrățișează „Eternul Da”. Această călătorie de la refuz la neparticipare la voliție va fi descris mai târziu ca trezire existențialistă.
Având în vedere natura enigmatică a lui „Sartor Resartus”, nu este de mirare că la început nu s-a bucurat de mult succes. Popularitatea ei a crescut în următorii ani, fiind publicată sub formă de carte la Boston în 1836, cu o prefață scrisă de Ralph Waldo Emerson, influențând evoluția transcendentalismului american. Prima ediție englezească a fost publicată în 1838.

### Revoluția franceză
În 1834, Carlyle s-a mutat din Londra în Craigenputtock și a început să pătrundă în cercuri selecte. În cadrul Regatului Unit succesul i-a fost asigurat de publicarea operei sale în trei volume „The French Revolution, A History”, în 1837. După ce manuscrisul primului volum a fost ars din greșeală de menajera filozofului John Stuart Mill, Carlyle a scris celelalte volume înainte de a-l rescrie pe primul. Rezultatul a fost o operă încărcată de pasiune și de o intensitate nemaiîntâlnită într-o scriere istorică. Într-o Europă încărcată de politică, plină de lacrimile și temerile unei revoluții, descrierea de către Carlyle a motivațiilor și dorințelor care au inspirat revoluția din Franța a părut deosebit de relevantă. Stilul lui Carlyle a pus accentul pe asta, mereu scoțând în evidență imanența acțiunii, utilizând de multe ori timpul prezent. Pentru Carlyle, evenimentele haotice cereau „eroi”, care să preia controlul asupra forțelor competitive care erup în societate. Deși nu nega importanța explicațiilor economice și practice ale evenimentelor, el vedea esența acelor forțe ca fiind „spirituală” - speranțele și aspirațiile oamenilor care luau forma unor idei, care erau de multe ori osificate în ideologii („formule”, „Ism-uri”, cum le numea el). În opinia lui Carlyle, numai indivizii dinamici pot stăpâni evenimentele și pot direcționa energiile spirituale în mod eficient. Imediat ce „formulele” ideologice înlocuiesc acțiunile umane eroice, societatea se dezumanizează.

### Trecut și prezent
Această dezumanizare a societății a fost o temă abordată și în lucrările posterioare. În „Past and Present” („Trecut și prezent”) (1843), Carlyle a scris într-o notă de conservatism sceptic care mai târziu a putut fi observată în opera lui Matthew Arnold și a lui John Ruskin : a comparat viața omului disipat din secolul al XIX-lea cu cea a unui abate medieval. Pentru Carlyle, comunitatea monastică era unită de valori spirituale și umane, în timp ce cultura modernă zeifica forțe economice impersonale și teorii abstracte privind „drepturile” omului și „legile” naturale. Valorile comunale erau înlocuite de individualism izolat și capitalism „laissez-faire” nemilos, justificat de ceea ce el numea „sinistra știință” a economiei.

### Eroi și venerarea eroilor
Aceste idei au influențat dezvoltarea socialismului, deși unele aspecte ale gândirii lui Carlyle au contribuit la formarea fascismului ca ideologie. Carlyle s-a îndreptat spre gândirea sa târzie în anii 1840, ceea ce a dus la ruperea prieteniei cu John Stuart Mill, printre alții, și la răcirea relației cu Ralph Waldo Emerson. Credința sa în importanța conducerii eroice și-a găsit forma în cartea sa „On Heroes, Hero-Worship, and the Heroic in History” („Despre eroi, venerarea eroilor și eroicul în istorie”), în care a comparat diferite tipuri de eroi. Ca unul dintre puținii filozofi care au fost martori ai revoluției industriale, dar și-au menținut viziunea transcendentală, non-materialistă asupra lumii, Thomas Carlyle a încercat să realizeze un tablou al dezvoltării intelectului uman, folosind personaje istorice ca și coordonate, acordând profetului Mahomed un loc special în carte, la capitolul „Erou ca profet”. În opera sa, Carlyle și-a declarat admirația pentru conducerea pasionată a lui Mahomed ca un agent hegelian de reformă, insistând asupra sincerității sale și comentând „how one man single-handedly, could weld warring tribes and wandering Bedouins into a most powerful and civilized nation in less than two decades”. 
Observația privind deschiderea lui Carlyle către „celălalt” îl introduce într-o categorie nouă pe atunci, ca fiind un reprezentativ timpuriu al încercării de a crea o punte între Vest și Est. Pentru Carlyle „eroul” era cineva similar cu omul „magnamin” aristotelic - o persoană înfloritoare, în sensul cel mai plin al cuvântului. Cu toate acestea, pentru Carlyle, spre deosebire de Aristotel, lumea era plină de contradicții, cu care eroul trebuia să se confrunte. Toți eroii au defecte. Eroismul lor consta în energia lor creativă în fața acestor dificultăți, nu în perfecțiunea lor morală. Să acuzi o asemenea persoană de lipsurile ei este filozofia celor care își caută confortul în convențional. Carlyle a numit asta „valetism”, de la expresia „no man is a hero to his valet” („nici un om nu este erou pentru valetul său”).
Toate aceste cărți au exercitat o influență deosebită la vremea lor, în special asupra unor scriitori precum Charles Dickens sau John Ruskin. Însă în urma Revoluției din 1848 și agitațiilor politice din Regatul Unit, Carlyle a publicat o colecție de eseuri intitulată „Latter-Day Pamphlets” („Pamfletele zilei din urmă”) (1850), în care a atacat democrația ca fiind un ideal social absurd, dar condamnând de asemenea aristocrația ereditară. Cea din urmă era paralizatoare, cea dintâi un nonsens : de parcă s-ar putea afla adevărul numărând voturi. Ar trebui să guverneze cei mai capabili. Dar cum se pot recunoaște cei mai capabili, și în ce măsură trebuie să-i urmăm, Carlyle nu a spus cu exactitate.
În ultimele scrieri Carlyle a căutat să examineze momentele de liderat eroic în istorie. În „Letters and Speeches of Oliver Cromwell” l-a prezentat pe Cromwell într-o lumină favorabilă : cineva care a încercat să pună ordine în forțele conflictuale și să reformeze societatea din timpul său. Carlyle a căutat să readucă cuvintele lui Cromwell la viață cu propriii termeni, citându-l și apoi comentând sensul cuvintelor în contextul zbuciumat al timpului său. Scopul era ca „trecutul” să devină „prezent” pentru cititorii săi.

### Eternele da și nu
„Da”-ul etern al lui Carlyle este denumirea pentru spiritul credinței în Dumnezeu, înțeleasă aceasta ca expresia clară a unei atitudini de antagonism clar, hotărât, stabil și fără jumătăți de măsură față de eternul „nu”, după principiul că nu există credință în Dumnezeu decât într-un astfel de antagonism împotriva spiritului care se opune lui Dumnezeu.
Eternul „nu” este denumirea lui Carlyle pentru spiritul necredinței în Dumnezeu, așa cum se manifestă în războiul dus de Teufelsdröckh împotriva lui; spiritul care, precum a fost reprezentat în Mefistofelul lui Goethe, este într-o continuă negare a realității divinului în gândirea, caracterul și viața omenirii, și găsește o delectare malițioasă în a lua tot ce e înalt și nobil drept găunos și fără valoare. 
În „Sartor Resartus” naratorul ajunge de la eternul „nu” la eternul „da”, dar numai trecând prin „Centrul de Indiferență”, care este o postură nu doar agnostică, ci și de detașare. Numai după reducerea dorințelor și a securității, tinzând către o indiferență „buddhică”, poate naratorul să ajungă la o afirmare. Această trecere este cumva asemănătoare cu „saltul de credință” al filozofului danez Søren Kierkegaard, contemporan cu Carlyle.
În ceea ce privește sus-menționatul „antagonism”, ar fi de amintit fraza celebră a lui William Blake, „fără contrarii nu există progres”, iar progresul lui Carlyle de la eternul „nu” la eternul „da” nu se găsește în „Centrul de Indiferență”, ci în Supernaturalismul Natural, o filozofie transcendentală a divinului care se regăsește în viața de zi cu zi.

### Venerarea liniștii și amărăciunii
Bazându-se pe faptul că Goethe a numit creștinismul „Venerarea amărăciunii”, precum și „religia noastră cea mai înaltă, pentru Fiul Omului”, Carlyle a adăugat, interpretând : „there is no noble crown, well worn or even ill worn, but is a crown of thorns” („nu există nici o coroană nobilă, bine sau chiar rău purtată, dar este o coroană de spini”).
„Venerarea liniștii” este denumirea lui Carlyle pentru respectul sacru acordat stăpânirii de sine în vorbire, până când „gândul s-a maturizat în liniște... a-ți ține gura închisă până când un înțeles o deschide”. Este o doctrină neînțeleasă de mulți, aproape intenționat; pentru Carlyle, liniștea este pântecul din care se nasc toate lucrurile mari.

### Ultimele opere

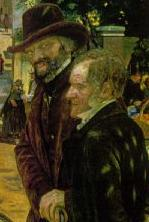
Carlyle (stânga) prezentat alături de Frederick Maurice într-o pictură de Ford Madox Brown (1865).

Ultima lui operă importantă a fost o operă epică despre viața lui Frederic al II-lea al Prusiei (1858-1865). În aceasta Carlyle a încercat să arate cum un lider eroic poate funda un stat și ajuta la crearea unei noi culturi morale pentru o națiune. Pentru Carlyle, Frederic era simbolul tranziției de la idealurile liberale ale Iluminismului secolului XVIII, la o cultură modernă a dinamismului spiritual, reprezentată de Germania, prin gânditorii și politicienii săi. Cartea este cunoscută în primul rând pentru redarea animată a bătăliilor lui Frederic, prin care Carlyle a încercat să transmită viziunea sa de haos aproape copleșitor, stăpânit însă de comanda unui geniu. Cu toate acestea, efortul depus în scrierea cărții l-a făcut pe Carlyle să intre într-o depresie din ce în ce mai accentuată, tratată probabil cu medicamente psihosomatice. Succesul ei doar parțial a fost unul dintre motivele scăderii ritmului de lucru pentru Carlyle.
Ultimele scrieri sunt în general eseuri scurte, care indică radicalizarea poziției politice a lui Carlyle. În faimosul său eseu rasist „Un discurs ocazional privind chestiunea negrilor”, el sugerează că sclavia nu trebuia să se fi abolită. Sclavia, după părerea lui Carlyle, a menținut ordinea și i-a obligat să muncească pe cei care altfel ar fi fost leneși și neproductivi. Acest eseu, precum și suportul declarat pentru măsurile represive ale guvernatorului Edward Eyre în Jamaica, l-au îndepărtat pe Carlyle de vechii săi aliați liberali. Guvernatorul Eyre fusese acuzat de linșaje brutale, în vederea înăbușirii unei rebeliuni. Carlyle a organizat un comitet pentru a-l apăra pe Eyre, în timp ce Mill a organizat un comitet de acuzare.

## Influența lui Carlyle
Thomas Carlyle s-a făcut remarcat atât pentru continuarea unei tradiții de scriitori satirici Tory din secolul al XVIII-lea, cât și pentru fondarea criticii progresului în epoca victoriană. „Sartor Resartus” poate fi văzut atât ca o continuare a satirelor haotice și sceptice ale lui Jonathan Swift sau Laurence Sterne, cât și ca o enunțare a unui nou punct de vedere asupra valorilor. Găsind lumea goală, mizantropul profesor-narator al lui Carlyle descoperă necesitatea unei revoluții a spiritului. Într-un sens, această soluție este în concordanță cu credința romantică în revoluție, individualism și pasiune, dar în alt sens este o soluție privată și nihilistă la problemele vieții moderne, lipsită de încercarea aplicării ei într-o comunitate mai mare.
Critici britanici ulteriori, precum Matthew Arnold, vor denunța la rândul lor pretențiile naive de progres, în timp ce alții, precum John Ruskin, vor respinge mișcarea din epocă către producție industrială intensă. Cu toate acestea, puțini vor adopta o soluție solitară, și chiar și cei care vor lăuda eroii nu se vor arăta atât de nemiloși cu cei slabi.
Carlyle este de asemenea important pentru contribuția sa la familiarizarea literaturii romantice germane în Regatul Unit. Deși Samuel Taylor Coleridge încercase să-l introducă pe Schiller publicului britanic, eforturile lui Carlyle privindu-i pe Schiller și Goethe vor da rod.
Carlyle le-a lăsat de asemenea o impresie favorabilă unor deținători de sclavi din sudul Statelor Unite. Conservatismul său și criticile aduse capitalismului au fost aduse de multe ori în discuție de către cei care voiau să apere sclavia ca o alternativă la capitalism, precum George Fitzhugh. 
Reputația primelor opere ale lui Carlyle a rămas ridicată de-a lungul secolului al XIX-lea, dar a intrat în declin în secolul XX. Reputația lui în Germania era bună, datorită promovării gândirii germane și biografiei lui Frederic cel Mare. Friedrich Nietzsche, ale cărui idei sunt asemănătoare cu cele ale lui Thomas Carlyle pe alocuri, l-a criticat pentru moralismul său, numindu-l „gafeur insipid” în cartea sa „Dincolo de bine și rău”. Nietzsche îl considera pe Carlyle un gânditor care a eșuat în încercarea de a se elibera de gândirea meschină pe care o combătea. Dezgustul lui Carlyle pentru democrație și credința sa în lideri carismatici a fost pe placul lui Adolf Hitler, care citea biografia lui Frederic în timpul ultimelor sale zile din 1945.
Asocierea cu fascismul nu a ajutat reputației lui Carlyle în anii postbelici, dar de curând „Sartor Resartus” a fost recunoscută ca o capodoperă unică, care a anticipat numeroase curente filozofice și culturale, de la existențialism la postmodernism. S-a argumentat de asemenea despre critica formulelor ideologice din „Revoluția franceză” că a trecut bine în revistă modalitățile prin care culturile revoluționare se pot transforma în dogmatisme represive. În esență un gânditor romantic, Carlyle a încercat să reconcilieze afirmarea romantică a libertății și simțirii, cu respectul pentru faptele istorice și politice. Cu toate acestea, el a fost întotdeauna atras mai degrabă de idea luptei eroice în sine, decât de scopul propriu-zis pentru care ar trebui să se lupte.

## Definiții
Carlyle a formulat unele definiții ciudate, strânse în Nuttall Encyclopedia. Printre ele se află :
Centre of Immensities (Centru de imensități)
o expresie care înseamnă că oriunde s-ar afla cineva, este în legătură cu întreg universul ființei, și pe atât de aproape de inima ei, pe cât ar putea fi în oricare alt loc 
Eleutheromania
O manie sau un zel fanatic pentru libertate
Gigman
se referă la un om care respectă, mai mult decât orice, respectabilitatea. Este derivat e la o definiție dată de un martor într-un tribunal, care, după ce a spus despre o persoană e respectabilă, a fost întrebat de judecător ce înțelege prin acel cuvânt; răspunsul martorului a fost : „one that keeps a gig”. Carlyle folosește de asemenea termenul „gigmanity” („gigmanitate”).
Hallowed Fire (Foc sacru)
o definiție a creștinismului, a cărui „creștere și răspândire” s-a făcut luminând ce era sacru și divin în sufletul omului și arzând tot ce nu era
Mights And Rights (Puteri și drepturi)
doctrina lui Carlyle conform căreia drepturile nu sunt nimic până când nu ajung puteri; de-abia de atunci sunt drepturi
Pig-Philosophy (Filozofie de porci)
nume dat de Carlyle în „Latter-Day Pamphlets”, în secțiunea privind iudaismul, unei filozofii răspândite pe timpul lui, care considera ființa umană ca pe o creatură a apetitului, nu a lui Dumnezeu, ființă lipsită de suflet și neavând idee mai nobilă de bunăstare decât satisfacerea dorințelor - aceasta este raiul său și antinomia infernului
Plugston of Undershot
denumirea pentru un membru al clasei muncitoare
Present Time (Timpul prezent)
definit de Carlyle ca „cel mai mic copil al eternității, copil și moștenitor al timpurilor trecute, cu binele și răul lor, și părinte al întregului viitor, cu noi întrebări și semnificații”, de a cărui înțelegere corectă sau eronată depind chestiunile de viață și de moarte pentru toată lumea, ghicitoarea sfinxului adresată nouă tuturor, ca să răspundem ca și cum am trăi și nu am muri
Printed Paper (Hârtie tipărită)
numele satiric dat literaturii franceze de dinainte de Revoluție
Progress of the Species Magazines (Revistele progresului speciei)
numele dat literaturii din timpul său care nu făcea nimic pentru a ajuta progresul menționat, ci doar se lăuda pentru faptul în sine, atribuindu-și toate meritele, precum musca poetului francez Jean de La Fontaine, care, aflată în carul de război care o purta, începe un monolog despre „Cât praf stârnesc !”
The Conflux of Eternities (Confluarea eternităților)
o fraza expresivă privind timpul, deoarece în fiecare moment al său există un centru în care, toate forțele provenind din și îndreptându-se spre eternitate, se întâlnesc și se unesc, astfel încât nici în trecut, nici în viitor nu putem ajunge mai aproape de Eternitate decât suntem deja; Timpul Prezent, cel mai recent născut al Eternității, fiind copilul Trecutului, cu tot binele și răul său, și părinte al întregului viitor, spre a cărui realizare (v.Mat. xvi.27) este prima și cea mai sacră datorie a tuturor epocilor să contribuie, și în special a liderilor din fiecare epocă, este singura modalitate prin care se stabilește o legătură cu Eternitatea

## Cărți
- (1829) Signs of the Times The Victorian Web
- (1831) Sartor Resartus Project Gutenberg
- (1837) The French Revolution: A History Project Gutenberg
- (1841) On Heroes and Hero Worship and the Heroic in History Project Gutenberg
- (1843) Past and Present Project Gutenberg
- (1845) Oliver Cromwell's letters and speeches, with elucidations, ed. Thomas Carlyle, 3 vol. (1845, often reprinted). online version another online version Arhivat în 26 iunie 2012, la Wayback Machine.
  - Morrill, John. "Textualizing and Contextualizing Cromwell." Historical Journal 1990 33(3): 629-639. ISSN 0018-246X Fulltext online at Jstor. Examines the Abbott and Carlyle edit
- (1849) An Occasional Discourse on the Nigger Question Online text Arhivat în 13 iunie 2006, la Wayback Machine.
- (1850) Latter-Day Pamphlets Project Gutenberg
- (1851) The Life Of John Sterling Project Gutenberg
- (1858) History of Friedrich II of Prussia Index to Project Gutenberg texts